# Pales de Tuiro
Les Pales de Tuiro és una pala ampla del terme de Sarroca de Bellera, al Pallars Jussà, en el territori de l'antic terme de Benés.
Està situada al vessant de ponent de la Collada des Pales,, que és la collada que uneix la Serra de la Pala, al nord, i la Serra de Castellnou, al sud. És al nord-est del poble d'Avellanos, a l'esquerra de la Valiri.